# Calbus Fribergius
Calbus Fribergius, nome latinizzato di Ulrich von Claw (1470? – 1540?), è stato un medico e mineralogista tedesco.
È noto per aver pubblicato nel 1505 ad Augsburg il Bergbüchlein (libretto minerario), una sorta di manuale pratico, esposto in modo molto leggibile, per trovare i diversi minerali nelle miniere, indirizzato soprattutto ai minatori. 
Georg Agricola, del quale è considerato un precursore, lo cita nell'introduzione alla sua famosa opera De Re Metallica:
« De uenis, de quibus etiam Pandulfus Anglus scripsisse fertur: sed librum Germanicum confecit Calbus Fribergius, non ignobilis medicus: uerum uenter eam, quam sumpsit, partem absoluit. »